# To watch the storms
To watch the storms is een studioalbum van Steve Hackett en band uit 2003. Het was zijn eerste studioalbum sinds Darktown (2000). De muziek is een muzikale terugkeer naar Spectral Mornings, maar dat album klonk veel dynamischer.

## Musici
- Steve Hackett – zang, gitaar
- Roger King – toetsinstrumenten
- Rob Townsend – dwarsfluit, saxofoon
- Terry Gregory – basgitaar, zang
- Gary O’Toole – slagwerk, zang
- John Hackett – dwarsfluit op Serpentine Song
- Ian McDonald - saxofoon op Brand New
- Jeanne Downs - achtergrondzang
- Sarah Wilson – cello
- Howard Gott – viool

## Muziek
Het album kwam in diverse uitvoeringen op de markt. De Special Edition als hier onder weergegeven bevatte vier extra tracks (11, 12, 13 en 17) en was verpakt in een kartonnen hoes met hoesontwerp door Kim Poor. Het was tevens een boekwerkje van 40 blz. met bij elk nummer een (fragment) van een tekening van Poor.
| Nr. | Titel                        | Duur |
| --- | ---------------------------- | ---- |
| 1.  | Strutton Ground              | 3:05 |
| 2.  | Circus of becoming           | 3:49 |
| 3.  | The devil is an Englishman   | 4:28 |
| 4.  | Frozen statues               | 2:59 |
| 5.  | Mechanical bride             | 6:40 |
| 6.  | Wind, sand and stars         | 5:08 |
| 7.  | Brand new                    | 4;41 |
| 8.  | This world                   | 5:20 |
| 9.  | Rebecca                      | 4:21 |
| 10. | The Silk Road                | 5;25 |
| 11. | Pollution B                  | 1:00 |
| 12. | Fire island                  | 5;25 |
| 13. | Marijuana, assassin of youth | 5:50 |
| 14. | Come away                    | 3:13 |
| 15. | The moon under water         | 2:14 |
| 16. | Serpentine song              | 6:53 |
| 17. | If you only knew             | 2:25 |

Fire island staat voor Eel Pie Island, waarop een concertzaal staat en waar hackett zijn gitaarhelden zag en hoorde spelen, waaronder Paul Butterfield, Mike Bloomfield en Peter Green met John Mayall. 